# 坐禅和讃
坐禅和讃（ざぜんわさん）は、従来漢文が多かった禅宗の典籍の内容を、民衆にも分かりやすい当時の日本語表記で和讃の形式で表現したものである。白隠慧鶴（はくいん えかく）が著した。別名白隠禅師坐禅和讃（はくいんぜんじざぜんわさん）、白隠和尚―（はくいんおしょう―）
臨済宗、とくに妙心寺派では、檀信徒向けの『聖典』には必ず掲載されており、仏事のときに良く詠まれ、僧侶と参列者が一緒に唱えることが多い。

## 白隠禅師坐禅和讃
〔和讃全文〕
衆生本来仏なり　　水と氷のごとくにて

水を離れて氷なく　　衆生の外に仏なし

衆生近きを不知（しらず）して　　遠く求むるはかなさよ

譬（たとへ）ば水の中に居て　　渇を叫ぶがごとくなり

長者の家の子となりて　　貧里に迷うに異ならず

六趣輪廻の因縁は　　己が愚痴の闇路なり

闇路にやみぢを踏そへて　　いつか生死をはなるべき

夫れ摩訶衍の禅定は　　称歎するに余りあり

布施や持戒の諸波羅蜜　　念仏懺悔修行等

其品多き諸善行　　皆この中に帰するなり

一座の功をなす人も　　積し無量の罪ほろぶ

悪趣いづくにありぬべき　　浄土即ち遠からず

辱（かたじけな）くも此の法（のり）を　　一たび耳にふるゝ時

さんたん随喜する人は　　福を得る事限りなし

いはんや自ら回向して　　直に自性を証すれば

自性即ち無性にて　　すでに戯論（げろん）を離れたり

因果一如の門ひらけ　　無二無三の道直し

無相の相を相として　　行くも帰るも余所ならず

無念の念を念として　　謡うも舞ふも法の声

三昧無碍の空ひろく　　四智円明の月さえん

此時何をか求むべき　　寂滅現前するゆゑに

当所（とうじょ）即ち蓮華国　　此身即ち仏なり

## 注・出典
1. ↑  著述年は不明である。『禅籍目録』（1928年 駒沢大学図書館 刊行）では宝暦10年（1760年）とされているが、合冊されている『御垣守』の成立年であって『坐禅和讃』の成立年ではないらしい。（花園大学国際禅学研究所＞白隠学＞仮名法語＞坐禅和讃〔解説〕）
2. ↑  テキストは『禪宗聖典』（1911年 來馬琢道編纂 平樂寺書店 發行）所載の『白隱和尚坐禪和讃』により、旧字体は新字体に改める。